# Rudolf Brun

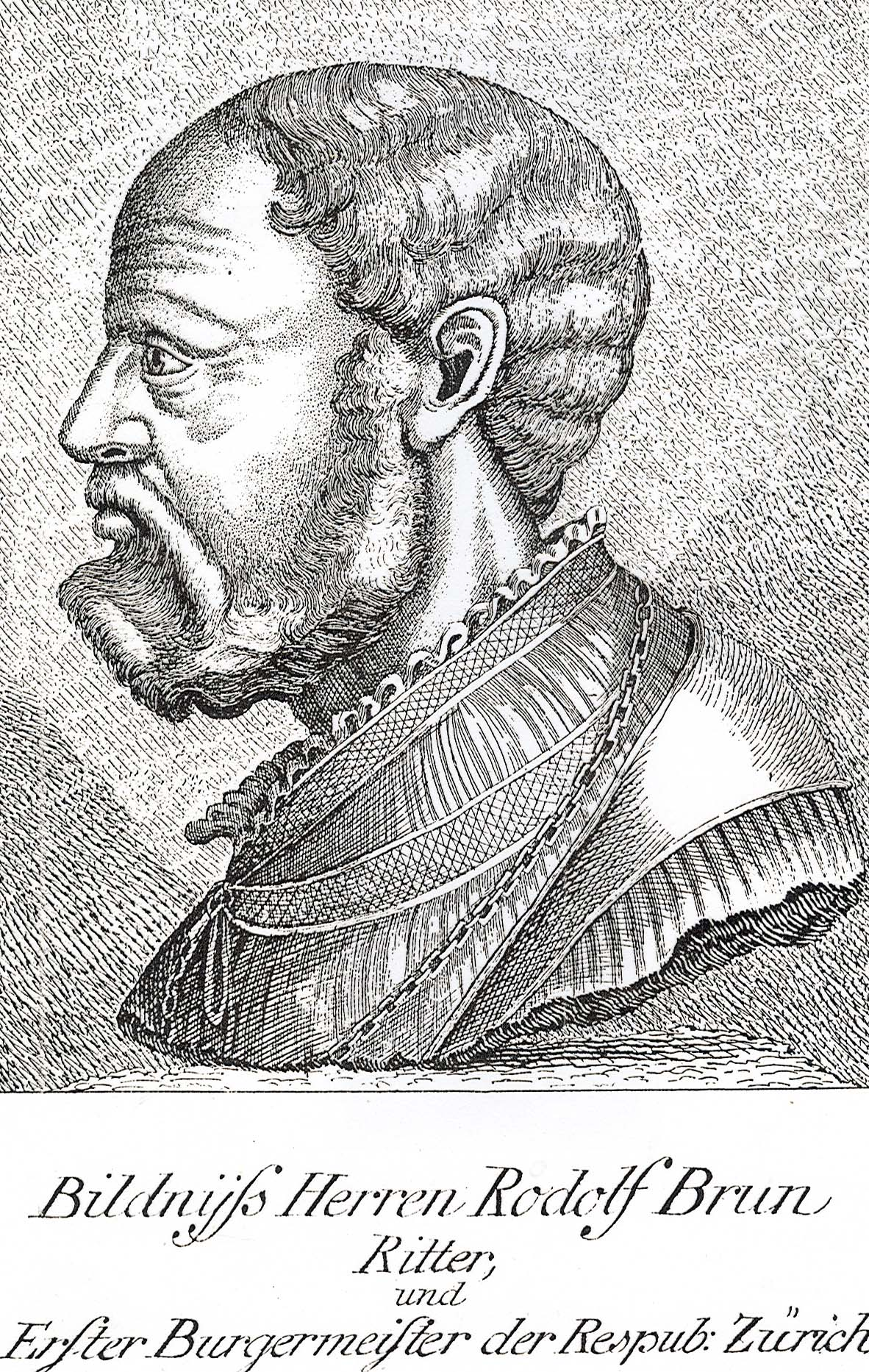
Ritter Rudolf Brun

Rudolf Brun (* ca. 1290–1300; † 17. September 1360 in Zürich) war von 1336 bis 1360 erster Bürgermeister von Zürich. Auf ihn geht die Brunsche Zunftverfassung Zürichs zurück.

## Vor dem Umsturz
Die Bruns stammen aus einem Rittergeschlecht, das bis um 1200 in der Stadt Zürich sowie der Stadt Basel nachgewiesen werden kann; sie waren Dienstleute oder Ministeriale der Abtei Fraumünster. Als ältester bekannter Vertreter des Geschlechts gilt Heinrich Brun, der noch im 13. Jahrhundert eine Tochter von Jakob Mülner (1240–1287) heiratete, der damals die Zürcher Politik stark beeinflusste. Sein Sohn Jakob war von 1305 bis 1309 Schultheiss und gehörte 1303–1318 dem «Sommerrat» der Stadt an (die Räte wurden unter den einflussreichsten Familien vier Mal jährlich neu ausgehandelt). Von diesem Jakob Brun und seiner Frau Mechthild sind drei Kinder bekannt: Jakob († 1345), Rudolf, der spätere Bürgermeister, und Ita († 1366 (?)).
Über Rudolfs frühe Jahre ist wenig bekannt; erstmals erwähnt wird er 1324. Wohnhaft war er am Neumarkt 3 und war verheiratet mit Margaretha, einer Tochter des Ratsherrn Ulrich Fütschi.
Zum Ritter geschlagen wurde er erst nach seinem Aufstieg zum Bürgermeister.
1330 geriet er in der Trinkstube «Estrich» der Frau von Lunghof in einen Streit mit Ritter Rudolf Biber, einem seiner späteren Gegner, und wurde vom Rat mit einer hohen Busse von 550 Gulden bestraft. Drei Jahre später wurde er vom Rat gemahnt, die Busse endlich zu bezahlen. 1332–1336 sass er im Fastenrat, dem auch sein Schwiegervater angehörte. Dadurch wurde Brun Mitglied der Ratsoberschicht von Zürich. Der Rat wurde damals von einem halben Dutzend Familien beherrscht, die restlichen Familien, unter ihnen die Brun, waren de facto von der Mitbestimmung ausgeschlossen.
Hinweise auf eine politische Aktivität Bruns im Rat gibt es nicht. Über die Rolle, die Brun bei der Vorbereitung des folgenden Umsturzes gespielt hat, herrscht Unklarheit. Es scheint unwahrscheinlich oder zumindest fraglich, dass sich der politisch unerfahrene Brun innert kurzer Zeit die Unterstützung der Handwerker und des Volkes sichern, sich zum Alleinherrscher aufschwingen und eine faktische Diktatur einrichten konnte.

## Der Umsturz
Treibende Kraft hinter den Umsturzplänen könnte an seiner statt der mächtige und einflussreiche Ritter Götz Mülner gewesen sein, ein vormaliger Chorherr und erfolgreicher Gegner der Ratsmehrheit, ständig darauf bedacht, seine Macht auszudehnen. Mülner hatte genug Erfahrung für eine Alleinherrschaft. Mitten in den Vorbereitungen zum Umsturz, am 3. Juli 1336, starb Mülner jedoch im Alter von 65 bis 70 Jahren – und Brun als sein entfernter Verwandter und Mitarbeiter konnte seinen Platz einnehmen. Um den schwindenden Einfluss des Adels gegen die bürgerliche Ratsmehrheit aufzuhalten, schloss die Ratsminderheit, der Brun angehörte, ein Bündnis mit den Handwerkern, denen politische Aktivitäten nicht gestattet waren.
Am 7. Juni 1336 stürmte eine aufgebrachte Menge unter der Führung Bruns auf den im Rathaus versammelten Stadtrat. Die Räte jedoch waren gewarnt worden und konnten durch Flucht ihre Verhaftung verhindern. Am folgenden Tag wurde Rudolf Brun von einer Volksversammlung im Franziskanerkloster zum Bürgermeister auf Lebenszeit ernannt. Seine Gegner, die nicht bereit waren, sich dem neuen Regime zu beugen, wurden in Gruppen in verschiedene Richtungen aus der Stadt verbannt, getrennt nach «Gefährlichkeit».
Durch den Sturz der bisherigen Regierung 1336 gelangte nun eine Koalition zwischen Stadtadel und Handwerkerschaft an die Macht. Verlierer waren klar die Kaufleute: 20 der 22 Verbannten stammten aus dem Kaufmannspatriziat. Hauptgewinner des Umsturzes war der Stadtadel, der nach der neuen Verfassung, nach dem Hauptinitiator die «Brunsche Zunftverfassung» genannt, den Rat beherrschte. Daneben konnten auch die Handwerker profitieren, die sich in 13 politischen Zünften organisierten und die an der Macht beteiligt wurden.

## Nach dem Umsturz
Die neue Verfassung war ganz auf Rudolf Brun zugeschnitten, der als Bürgermeister lebenslang faktisch die Alleinherrschaft über die Stadt ausüben sollte. Alle Bürger mussten einen Eid auf seine Person ablegen. Trotzdem blieb die Opposition gegen Brun aktiv. Gegen die in der Stadt zurückgebliebenen Gegner ging Brun mehrmals vor, wie die Zahl der Hinrichtungen jener Jahre zeigt oder die Weisung, dass die ehemaligen Räte und ihre Anhänger sich nicht zu Gesellschaften mit mehr als drei Personen zusammenfinden durften. Die verbannten Räte flüchteten nach Rapperswil zu Graf Johann I. von Habsburg-Laufenburg aus einer Seitenlinie der Habsburger. Graf Johann war sowohl bei der Stadt wie auch bei einzelnen der Verbannten verschuldet. Von deren Unterstützung erhoffte er sich wohl eine Tilgung der Schuld. Unter seinem Schutz bildeten die Exilierten eine Gegenregierung des «äusseren Zürich» in Rapperswil und begannen Streifzüge durch das Untertanengebiet der Stadt Zürich zu unternehmen.
Bürgermeister Brun sicherte sich die Unterstützung der Grafen von Toggenburg, der Schutzherren des Grossmünsterstifts, und zog mit einem kleinen Heer gegen Graf Johann. In der Schlacht bei Grynau besiegte er Johann, der dabei umkam. Dies provozierte jedoch das Eingreifen der Habsburger, die Brun zwangen, nicht nur auf alle Eroberungen zu verzichten, sondern den Verbannten auch noch all ihr Vermögen auszuhändigen. Danach versuchte Brun, die neue Ordnung in Zürich mit Landfriedens- und Hilfsbündnissen mit benachbarten Städten und Adelsgeschlechtern abzusichern. Jedenfalls scheint es längere Zeit zu keinen gewalttätigen Aktionen zwischen der Stadt und der Regierung des «äusseren Zürich» in Rapperswil mehr gekommen zu sein.
Um 1348/49 brach in Zürich die Pest aus und forderte viele Opfer. Wie in vielen anderen Städten wurden die Juden als Sündenböcke für den Ausbruch dieser Krankheit hingestellt. Wahrscheinlich waren die mangelhaften sanitarischen Einrichtungen der Stadt die Ursache. Ein Teil der damaligen jüdischen Bevölkerung von Zürich wurde verbrannt. Wer dem Pogrom entkommen konnte, wurde verbannt. Das Eigentum der ermordeten und vertriebenen Juden wurde unter den Nicht-Juden Zürichs verteilt, wobei sich Rudolf Brun einen Löwenanteil sicherte. Die Synagoge wurde zerstört. An ihrem Standort befindet sich heute die Gartenwirtschaft des Restaurants «Neumarkt».
Trotz dieser Ablenkungsaktion wurde die Stellung Bruns in der Stadt wieder unsicherer, da Graf Johann II. von Rapperswil, der beim Tod seines Vaters noch minderjährig gewesen war, klar Stellung gegen Zürich bezog. Die Verbannten boten ihm nicht nur die Tilgung aller Schulden an, sondern wollten auch die an die Stadt verpfändeten Höfe Wollerau, Bäch und Pfäffikon für ihn einlösen. Die Regierung des «äusseren Zürich» warb sogar Söldner an und plante mit der Hilfe ihrer Parteigänger in der Stadt den Umsturz.

## Mordnacht von Zürich

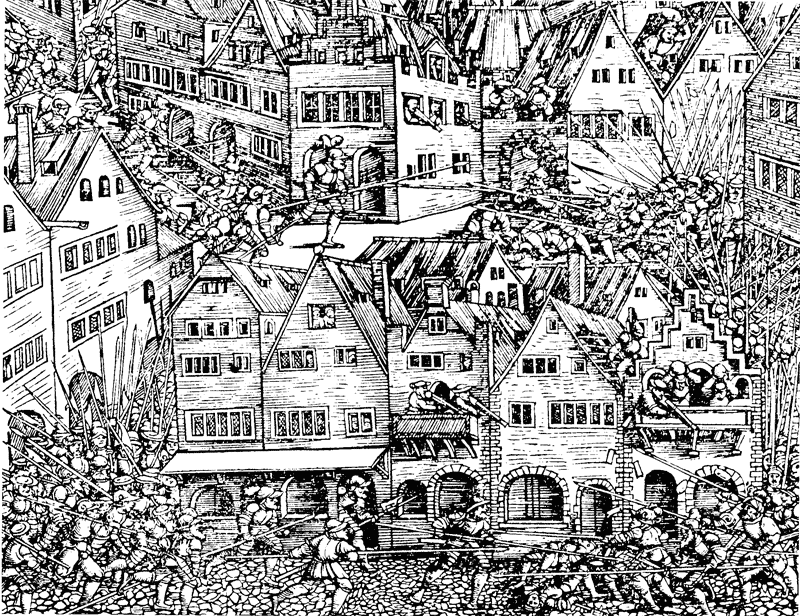
Die Mordnacht von Zürich in der Chronik des Johannes Stumpf von 1548

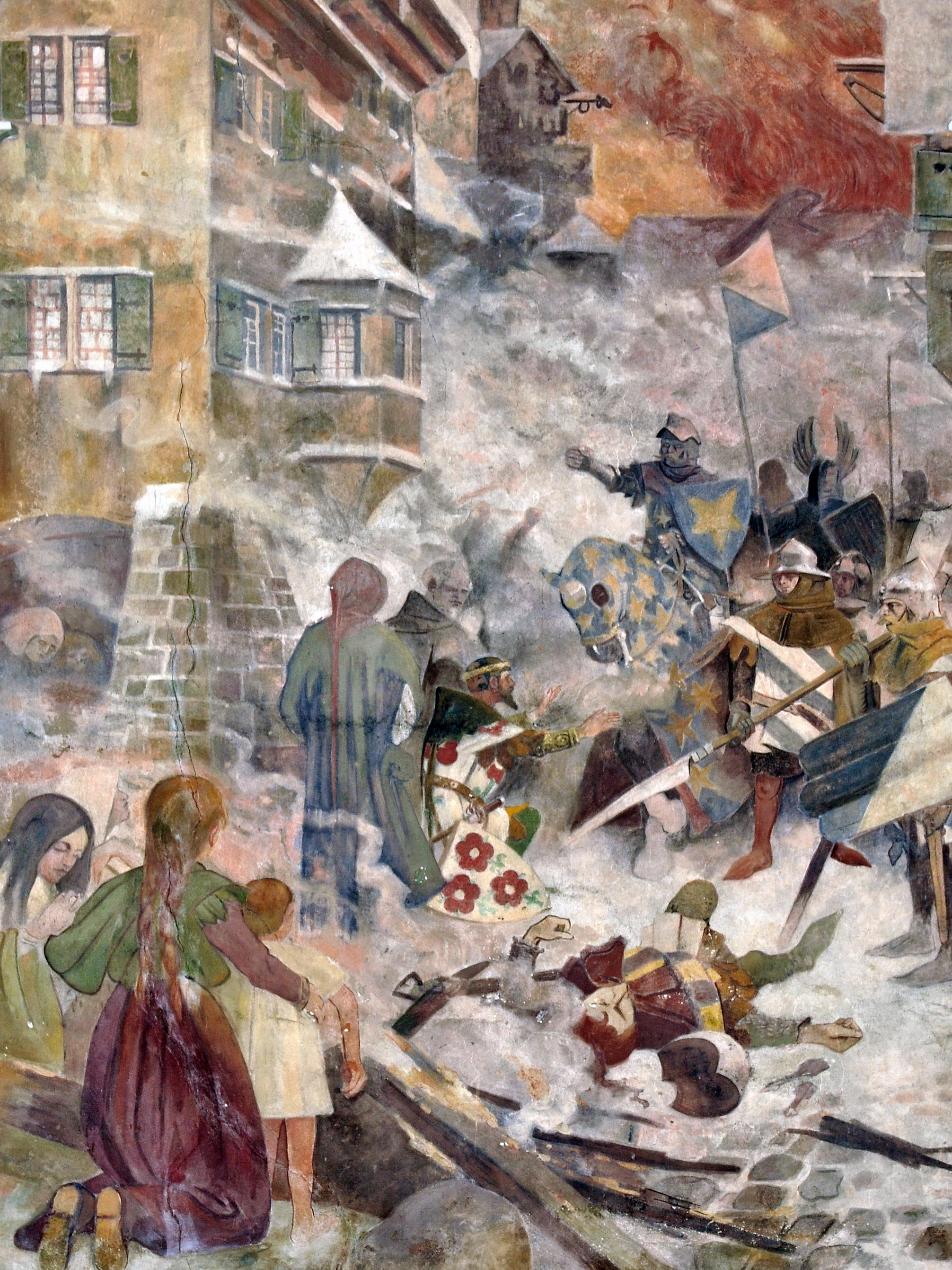
Rudolph Brun verjagt die Einwohner von Rapperswil, Weihnachten 1350

In der Nacht vom 23. zum 24. Februar 1350 wurde ein Handstreich auf die Stadt vereinbart, die «Mordnacht von Zürich». Die Verbündeten in der Stadt sollten offenbar die «Äusseren» durch die Tore einlassen und dann gemeinsam Brun und seine Anhänger im Schlaf ermorden. Brun erhielt jedoch durch Verrat Nachricht von diesen Plänen. Es gelang den Verschwörern zwar, in die Stadt einzudringen, dort stiessen sie jedoch auf die vorbereiteten Anhänger Bruns. In einem Gefecht blieben 28 Tote von beiden Seiten zurück. Brun nahm etliche der Eindringlinge gefangen, unter anderen Graf Johann II. von Habsburg-Laufenburg. Achtzehn Verschwörer wurden gerädert, siebzehn geköpft.
Wenige Tage später zog Brun mit einem Heer vor die Stadt Rapperswil, die sich aus Sorge um den gefangenen Grafen ergab. Die Brüder des Grafen Johann hofften jedoch auf ein Eingreifen der habsburgischen Verwandten und sabotierten einen Friedensschluss. Brun zerstörte deshalb die Festung Alt-Rapperswil in der March und schleifte Mauern und Burg von Rapperswil, so dass dieses nicht mehr verteidigt werden konnte. Um gegen Habsburg bestehen zu können, schloss Brun am 1. Mai 1351 einen Bund mit den vier Waldstätten, die mit Habsburg in einer seit Jahrzehnten andauernden Fehde lagen.

## Brun und die Habsburger
Im August 1351 forderte Herzog Albrecht II. von Habsburg, dass Brun die zerstörten Festungen wiederherstellen sollte, da diese habsburgische Lehen seien. Nachdem Albrecht im September eine Belagerung Zürichs begonnen hatte, willigte Brun in ein Schiedsverfahren ein. Das Verfahren fiel zugunsten Habsburgs aus, weshalb es die Waldstätte nicht akzeptierten und der Krieg weitergeführt wurde. Auf Vermittlung von Ludwig dem Brandenburger wurde schliesslich der «Brandenburger Friede» zwischen Zürich, den Habsburgern und Rapperswil abgeschlossen: Johann II. wurde freigelassen, die Stadt Zürich sollte fortan keine Ausburger mehr aufnehmen dürfen und alle habsburgischen und rapperswilerischen Gebiete räumen.
Die Waldstätte hielten sich jedoch nicht an diesen Frieden, weshalb 1353 die Kämpfe erneut ausbrachen. Als sogar Kaiser Karl IV. mit einem Heer an der Seite der Habsburger vor Zürich erschien, willigte Brun in den «Regensburger Frieden» von 1355 ein, der im Wesentlichen den Brandenburger Frieden bestätigte, jedoch Zürich verpflichtete, die verbündeten Waldstätte notfalls mit Gewalt zu dessen Einhaltung zu zwingen. Aus den Wirren um die Brunsche Zunftverfassung ging also das Haus Habsburg als Sieger hervor. Seine Vormachtstellung in der Nordschweiz wurde klar bestätigt.
Bürgermeister Brun gelang es, durch geschicktes Taktieren die Niederlage Zürichs doch noch in einen persönlichen Sieg umzuwandeln. 1356 schloss Zürich mit Habsburg einen Bund, der die Zunftverfassung garantierte. 1359 begab sich Rudolf Brun persönlich in die Dienste der Herzöge von Österreich und erhielt dafür eine Schuldverschreibung von 1000 Gulden zu 10 % jährlichem Zins.

## Tod

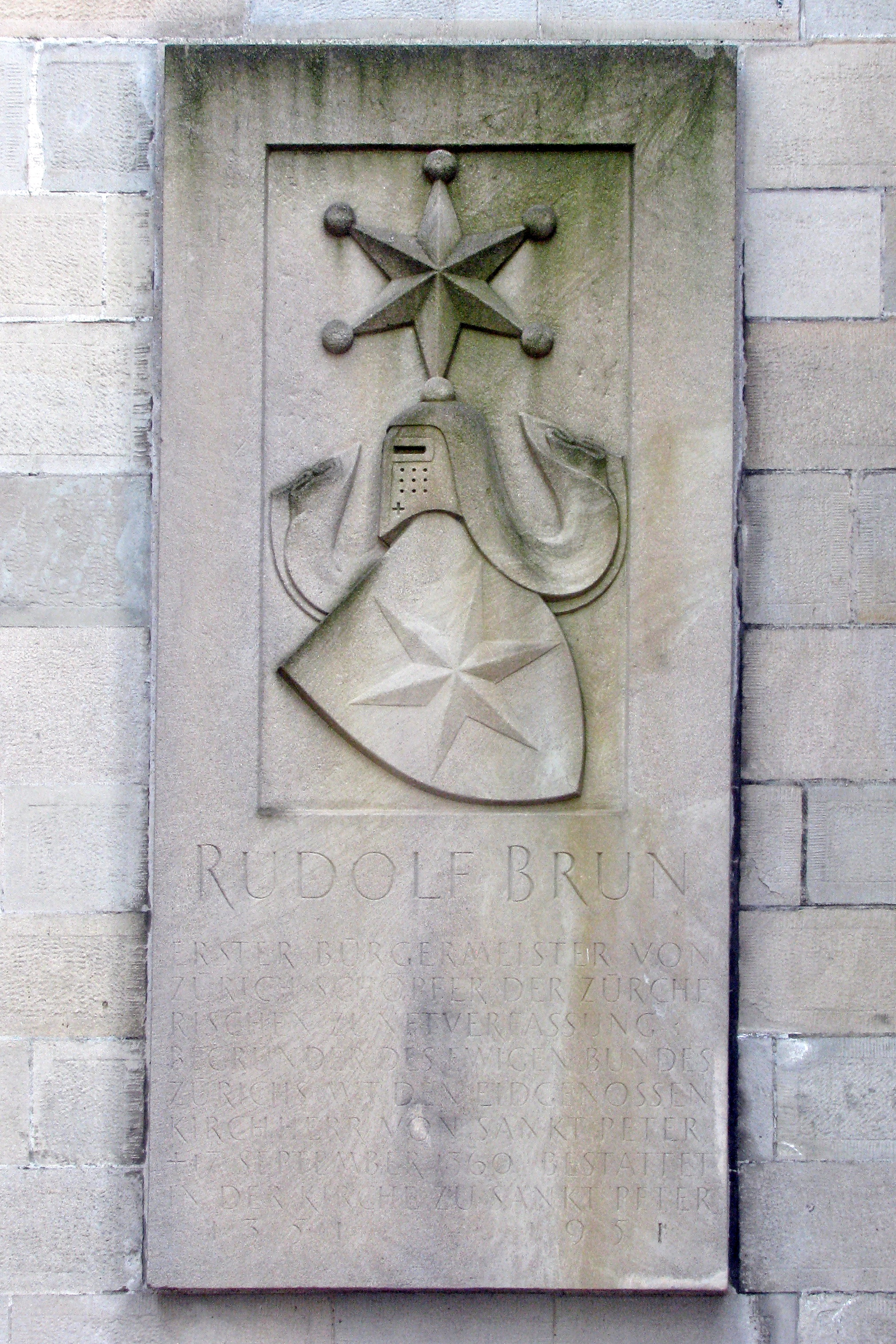
Moderne Grabplatte

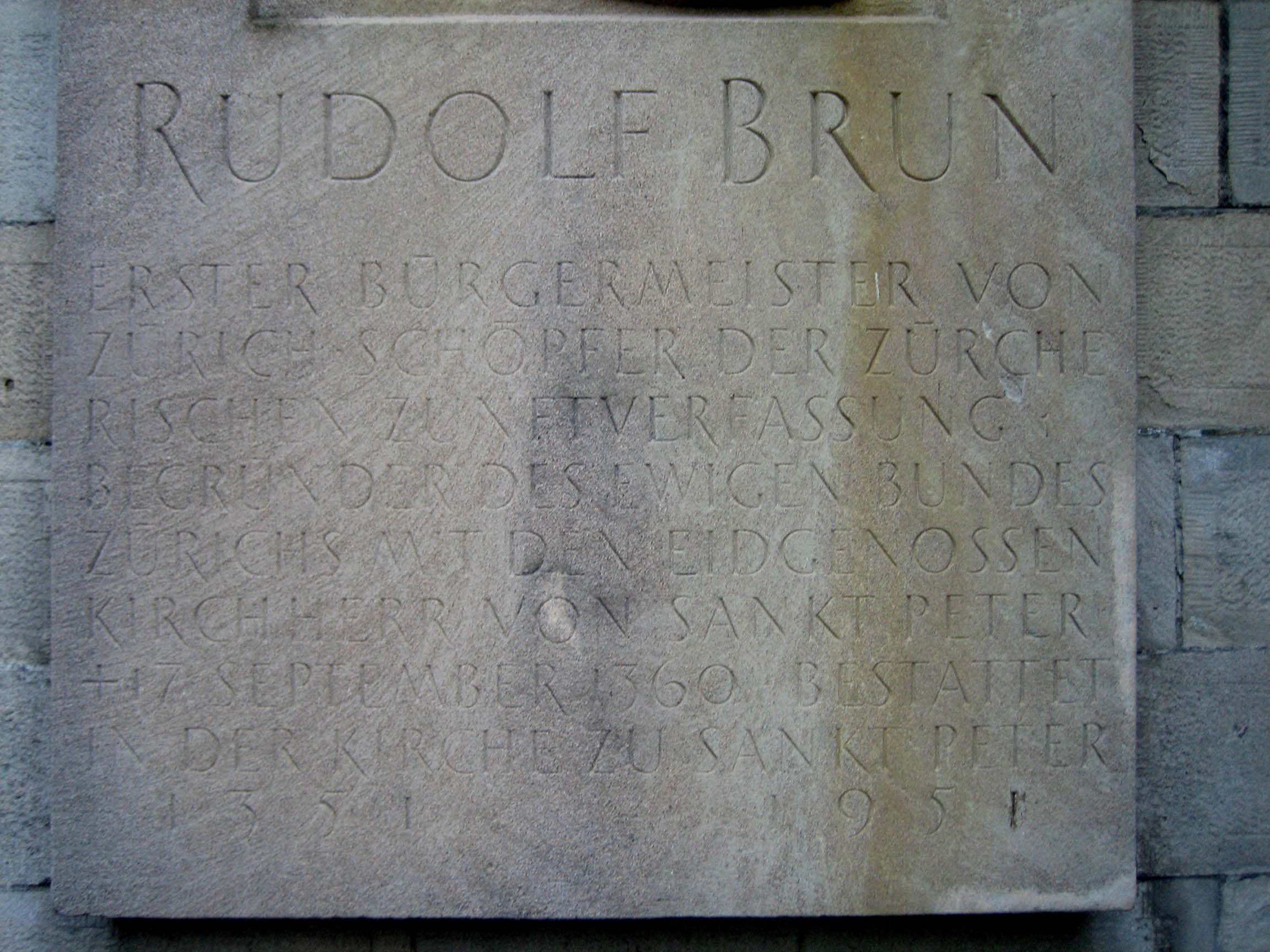
Inschrift der Grabplatte

Brun starb am 17. September 1360 und wurde zusammen mit seinem Koch im Chor der Kirche St. Peter begraben, deren Pflichten und Rechte er 1345 erworben hatte. Aus der Doppelbestattung wurde geschlossen, Brun sei von seinem Koch vergiftet worden. Anlässlich einer Öffnung des Grabes 1972 wurde gezielt nach Spuren von Gift gesucht, die Haar- und Knochenanalyse ergab jedoch keine Beweise für die Vergiftungsthese. Der Grabstein entstand wohl kurz nach Bruns Tod und verschwand im 19. Jahrhundert. Sein Grab liegt heute unter der Gedenktafel vor dem Turmaufgang. Seine Zunftverfassung blieb in Zürich im Wesentlichen bis 1798 in Kraft.

## Nachkommen
Rudolf Brun hatte drei Söhne und eine Tochter:
- Bruno, ab 1354 Propst des Grossmünsters
- Herdegen, Chorherr des Grossmünsters
- Ulrich; Ritter; für ihn war eine weltliche Laufbahn vorgesehen; er starb 1361.
- Margaretha ⚭ von Küssnacht

Bruno und Herdegen brachen 1370 durch die Entführung des Luzerner Schultheissen Petermann von Gundoldingen den Landfrieden und gaben Anlass zum Verfassen des sogenannten Pfaffenbriefs. Letzter Vertreter des Geschlechts mit politischem Gewicht war Jakob Brun. Er war Kleinrat von 1452 bis 1459 und von 1466 bis 1477 sowie 1454 Reichsvogt in Zürich und 1468 Obervogt in Regensberg.

## Sonstiges
- Die 1913 erbaute Urania-Brücke in Zürich wurde 1951 ihm zu Ehren in Rudolf-Brun-Brücke umbenannt.[1] 2022 forderte die Alternative Liste im Gemeinderat die Rücknahme dieser Benennung wegen der Rolle Rudolf Bruns in den mittelalterlichen Judenpogromen und stattdessen die Neubenennung nach der jüdischen Geschäftsfrau Frau Minne.[2]
- Nach Rudolf Brun ist eine Pfadfinderabteilung in Albisrieden benannt.[3]